# Chloriona nigrifrons
Chloriona nigrifrons är en insektsart som beskrevs av Van Duzee 1907. Chloriona nigrifrons ingår i släktet Chloriona och familjen sporrstritar. Inga underarter finns listade i Catalogue of Life.